# Стаблевский, Флориан
Флориан Стаблевский (пол. Florian Stablewski; 16 октября 1841, Всхова — 24 ноября 1906, Познань, Провинция Позен) — польский священнослужитель, архиепископ Познаньский и Гнезненский, примас Польши в 1891 — 1906 годах.

## Биография
Сын бедного шляхтича герба Окша. После окончания гимназии, в 1861—1863 учился в познанской духовной семинарии, затем в Мюнхенском университете.
В 1866 получил научную степень доктора богословия и тогда же был посвящён в духовный сан священника.
В 1876—1891 избирался депутатом в прусский парламент.
С 14 декабря 1891 — архиепископ митрополит Гнезненский и Познаньский (с титулом примаса Польши).
Возглавляя архиепископство Гнезненское, основал журнал «Przewodnik Katolicki», а также типографию и книжный магазин св. Войцеха в Познани.
Похоронен в Кафедральном соборе в Познани.